# 表演式抗疫
表演式抗疫（Hygiene theater）是一種给人有安全感的假象而实际上却几乎没有降低任何风险的卫生措施。在2019冠状病毒病疫情期间，一些零售企业為减轻客户的担忧通常会做出表演式抗疫的舉動，而实际上這些而措施几乎没有降低感染嚴重急性呼吸系統綜合症冠狀病毒2型的风险。针对COVID-19采取的表演式抗疫舉措包括深度清洁、體溫检查、有机玻璃屏障以及人為喷洒消毒剂。